# Osaka Dome
L'Osaka Dome (大阪ドーム) è uno stadio coperto per il baseball che si trova nell'omonima città di Osaka, in Giappone. Sin dall'inaugurazione, nel 1997, lo stadio ospitò i Kintetsu Buffaloes. Nel 2005 è diventato uno degli stadi degli Orix Buffaloes, formatisi dalla fusione dei Kintetsu Buffaloes con gli Orix BlueWave. Lo stadio viene utilizzato anche dagli Hanshin Tigers nei periodi in cui lo Stadio Hanshin Kōshien è occupato dalle finali del campionato studentesco.
Dal 2006 lo stadio è conosciuto anche come "Kyocera Dome Osaka (京セラドーム大阪)", dopo che lo sponsor Kyocera ha acquisito il diritto di dargli il proprio nome in virtù di un contratto che è stato prorogato fino al 31 marzo 2014.

## Eventi
- 11 marzo 1998 - U2 - PopMart Tour.
- 20-21 marzo 1998 - Rolling Stones - Bridges to Babylon Tour
- 28-29 gennaio 1999 - Céline Dion - Let's Talk About Love Tour.
- 26 marzo 1999: apertura dei giochi della Kansai Independent Baseball League con 11 592 spettatori.[1]
- 3 agosto 2002 - partita di pre-campionato di Football americano tra Washington Redskins e San Francisco 49ers.
- 24 luglio 2004 - Red Hot Chili Peppers - Roll on the Red Tour
- 16-17 settembre 2006 - Madonna - Confessions Tour con un pubblico record di 50 623 spettatori.[2]
- 11-12 marzo 2008 - Céline Dion - Taking Chances Tour.
- 24 dicembre 2018 – Blackpink – Blackpink Arena Tour
- 4-5 gennaio 2020 – Blackpink – Blackpink World Tour in Your Area
- 3-4 giugno 2023 – Blackpink – Born Pink World Tour